# Aloe parvibracteata
Aloe parvibracteata é uma espécie de liliopsida do gênero Aloe, pertencente à família Asphodelaceae.